# Stainton (Eden)
Stainton – przysiółek w Anglii, w Kumbrii, w dystrykcie (unitary authority) Westmorland and Furness. Leży 29 km na południe od miasta Carlisle i 392 km na północny zachód od Londynu. W 2015 miejscowość liczyła 737 mieszkańców. W latach 1870–1872 osada liczyła 330 mieszkańców.